# Troià de Neptú

Troians de Neptú L₄ amb plutins de referència.

Un troià de Neptú (anomenat així per analogia amb els asteroides troians de Júpiter) és un cos similar als objectes del cinturó de Kuiper en òrbita solar que té el mateix període orbital que Neptú i segueix aproximadament el mateix camí orbital. Sis dels set trobats fins al moment es troben en la regió elongada i corba al voltant del punt de Lagrange Sol-Neptú L₄ 60° al davant de Neptú.

Aquesta animació mostra el camí dels 6 troians L₄ en un sistema de referència en rotació amb un període igual al període orbital de Neptú. (Neptú es manté estacionari.)

El descobriment de 2005 TN53 en una òrbita altament inclinada (>25°) fou interessant, ja que suggerí un núvol de troians 'espès' (Els troians de Júpiter tenen inclinacions de fins a 40°). Es pensa que el nombre de troians de Neptú amb radis grans (radi ≈ 100 km) podria superar el de troians de Júpiter en ordre de magnitud.
Tant 2005 TN74 com 2007 RW10, en el moment del seu descobriment es pensà que eren troians de Neptú, però posteriorment es reclassificaren.
El 12 d'agost, s'anuncià el descobriment del primer troià de Neptú L₅, 2008 LC18. La regió L₅ fou molt difícil d'observar, ja que es troba al llarg de la línia de visió al centre de la galàxia, una àrea del cel amb moltes estrelles.

## Objectes troians de Neptú
Fins al moment s'hi han descobert set troians de Neptú.